# Shimoda Masahiro
Masahiro Shimoda (霜田 正浩 (Sương Điền Chính Hạo) Shimoda Masahiro, sinh ngày 10 tháng 2 năm 1967) là một huấn luyện viên và cựu cầu thủ bóng đá người Nhật Bản.

## Sự nghiệp Huấn luyện viên
Masahiro từng dẫn dắt YSCC Yokohama, Renofa Yamaguchi, Sài Gòn và đội tuyển U-23 Nhật Bản.